# Сьотай
Сьо́тай (яп. 昌泰 — сьотай, «щедрий спокій») — ненґо, девіз правління імператора Японії з 898 по 901 роки.

## Порівняльна таблиця
| Роки Сьотай             | 1    | 2    | 3    | 4    |
| Григоріанський календар | 898  | 899  | 900  | 901  |
| Китайський календар     | 戊午 | 己未 | 庚申 | 辛酉 |